# Wolken (bei Koblenz)
Wolken település Németországban, Rajna-vidék-Pfalz tartományban. Lakosainak száma 1136 fő (2023. december 31.).

## Népesség
A település népességének változása:
| Lakosok száma | 473  | 1065 | 1055 | 1058 | 1087 | 1136 |
|               | 1975 | 2017 | 2019 | 2021 | 2022 | 2023 |